# Біч (Великопольське воєводство)
Біч (пол. Bicz) — село в Польщі, у гміні Старе Място Конінського повіту Великопольського воєводства.
Населення — 141 особа (2011).
У 1975—1998 роках село належало до Конінського воєводства.

## Демографія
Демографічна структура станом на 31 березня 2011 року:
|          | Загалом | Допрацездатний вік | Працездатний вік | Постпрацездатний вік |
| -------- | ------- | ------------------ | ---------------- | -------------------- |
| Чоловіки | 78      | 15                 | 54               | 9                    |
| Жінки    | 63      | 11                 | 35               | 17                   |
| Разом    | 141     | 26                 | 89               | 26                   |